# Mercey, Eure
Mercey là một xã thuộc tỉnh Eure trong vùng Normandie miền bắc nước Pháp.